# Affectivité

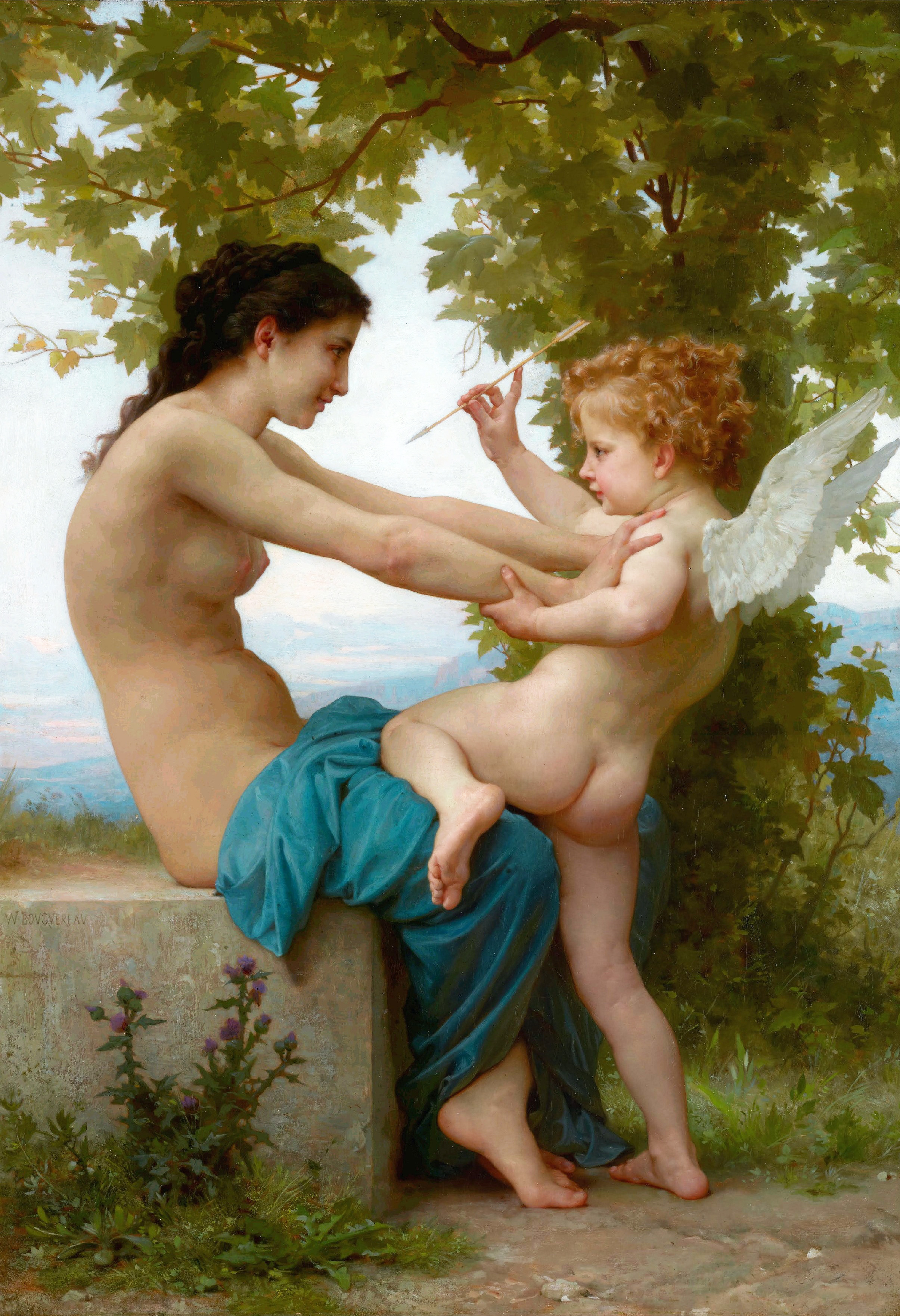
Jeune fille luttant contre Éros, peinture allégorique (œuvre de William Bouguereau - XIXe siècle)

L’affectivité est le large domaine de la vie de l'esprit auquel appartiennent les états ayant un aspect bon ou mauvais : sensation, émotion, sentiment, humeur (au sens technique d’état moral : déprime, optimisme, anxiété…). On nomme aujourd'hui affects tous ces états qui ainsi nous influencent ou nous motivent. L’affectivité est l’un des domaines de l’expérience vécue, avec l’intelligence et la motricité[réf. nécessaire].
Les sentiments, sensations et émotions qu’un sujet peut éprouver ainsi que les variations de son humeur sont l’effet d’une confrontation de l’environnement perçu à l’expérience[réf. nécessaire]. On découvre ou comprend mieux aujourd'hui le rôle des affects dans la pensée et le jugement [réf. souhaitée], ainsi que dans la motivation ou la volonté[réf. souhaitée].

## Histoire

### Théorie des humeurs
Selon Hippocrate l'affectivité est influencée par quatre humeurs :
- le sang : venant du cœur (caractère jovial, chaleureux) ;
- la pituite : rattachée au cerveau (caractère lymphatique) ;
- la bile jaune : venant du foie (caractère anxieux) ;
- l'atrabile : venant de la rate (caractère mélancolique).

## En psychanalyse
En psychanalyse, l’affect est caractéristique de la conscience : le psychique inconscient est sans affect. Cette idée est corollaire d’une pensée économique du psychisme ; celui-ci est le lieu de la pulsion, qui est facteur quantitatif (bien que l’on puisse considérer différentes sortes de pulsions).
Si l’inconscient ne connaît pas d’émotion mais une poussée plus ou moins forte, caractérisée de plus par son but, l’affect demeure bien une notion psychanalytique, Sigmund Freud pensant l’étude de la conscience comme nécessaire à toute psychologie. En psychanalyse, l’affect est une propriété du conscient ; il se manifeste comme une traduction en des termes qualitatifs d’une force pulsionnelle à l’origine purement quantitative.

## Dans l'apprentissage
Dans sa théorie constructiviste, Jean Piaget voit l’affectivité comme le guide de l’intelligence.